# Csing tan hao
A Csing tan hao (kínaiul: 驚嘆號, pinjin: Jīng tàn hào) Jay Chou tizenegyedik nagylemeze, mely 2011. november 11-én jelent meg. Az album címadó dalát 2011. október 24-én a Hit FM rádióban mutatták be először, a hozzá készült videóklip teljes egészében számítógépes animáció. Az album a hagyományos CD-n kívül pendrive-on is kapható, korlátozott számban. A második videóklipet a Mine Mine című dalhoz forgatták.

## Dalok listája
Az összes szám szerzője Jay Chou.
| 1.  | 驚嘆號 (Csing tan hao (Jīng Tàn Hào) Felkiáltójel)                       | Vincent Fang                         | 3:51 |
| 2.  | 迷魂曲 (Mi Hun Csü (Mí Hún Qǔ) Varázslatos dallam)                       | Vincent Fang                         | 3:49 |
| 3.  | Mine Mine                                                                | Jay Chou                             | 4:26 |
| 4.  | 公主病 (Kung csu ping (Gōng Zhǔ Bìng) Hercegnő-szindróma)                | Jay Chou                             | 3:39 |
| 5.  | 你好嗎 (Ni hao ma (Nǐ Hǎo Ma) Hogy vagy?)                                | Josh Lo (羅宇軒), Chavy Lee (李汪哲) | 3:42 |
| 6.  | 療傷燒肉粽 (Liao sang sao zsou cong (Liáo Shāng Shāo Ròu Zòng)           | Jay Chou                             | 3:06 |
| 7.  | 琴傷 (Csin sang (Qín Shāng) Zongora-mélabú)                              | Vincent Fang                         | 3:20 |
| 8.  | 水手怕水 (Sui sou pa sui (Shuǐ Shǒu Pà Shuǐ) A víztől félő tengerész)    | Jun-Lang Huang (黃俊郎)              | 2:40 |
| 9.  | 世界未末日 (Si csie vej mo ri (Shì Jiè Wèi Mò Rì) A világnak nincs vége) | Vincent Fang                         | 4:21 |
| 10. | 皮影戲 (Pi jing hszi (Pí Yǐng Xì) Árnyjáték)                             | 從從                                 | 3:27 |
| 11. | 超跑女神 (Csao pao nü sen (Chāo Pǎo Nǚ Shén) A verseny istennője)        | Vincent Fang                         | 2:35 |

| 1. | 驚嘆號 (Jīng Tàn Hào (Csing tan hao) Felkiáltójel) |  |
| 2. | 迷魂曲 (Mi hun csü (Mí Hún Qǔ) Varázslatos dallam) |  |